# Jiepmaluokta
La bahía de Jiepmaluokta, en sami, (en noruego: Hjemmeluft) es una pequeña bahía de Noruega localizada en la parte interior del fiordo de Alta, en aguas del mar de Barents, perteneciente al municipio de Alta de la provincia de Finnmark. Es mundialmente conocida por el yacimiento de petroglifos rupestres pertenecientes al yacimiento de Alta que está incluido en la lista de lugares Patrimonio de la Humanidad de la Unesco. 
En la bahía se sitúa el yacimiento principal de petroglifos con unas 3.000 tallas de las 5.000 que componen el yacimiento. En el lugar se ha creado un museo y una exposición al aire libre de las rocas que contiene los petroglifos.
- Datos: Q3737552